# Murillo el Cuende
Murillo el Cuende és un municipi de Navarra, a la comarca de Ribera Arga-Aragón, dins la merindad d'Olite. Limita al nord amb Pitillas i Olite, a l'est amb Mélida i Santacara, a l'oest amb Caparroso i al sud amb les Bardenas Reales. Aplega els concejos de Traibuenas i Rada.
Des del 25 de gener de 2012 la seua capital és al nucli de Rada.

## Demografia
| Evolució demogràfica                                         | Evolució demogràfica | Evolució demogràfica | Evolució demogràfica | Evolució demogràfica | Evolució demogràfica | Evolució demogràfica | Evolució demogràfica | Evolució demogràfica | Evolució demogràfica | Evolució demogràfica |
| 1996                                                         | 1998                 | 1999                 | 2000                 | 2001                 | 2002                 | 2003                 | 2004                 | 2005                 | 2006                 | 2007                 |
| ------------------------------------------------------------ | -------------------- | -------------------- | -------------------- | -------------------- | -------------------- | -------------------- | -------------------- | -------------------- | -------------------- | -------------------- |
| 669                                                          | 659                  | 672                  | 649                  | 649                  | 633                  | 650                  | 657                  | 666                  | 657                  | 648                  |
| Fonts: Murillo el Cuende i Institut d'Estadística de Navarra |                      |                      |                      |                      |                      |                      |                      |                      |                      |                      |